# Aleja Pawła Adamowicza w Gdańsku
Aleja Pawła Adamowicza – ulica w Gdańsku o długości 2,7 km.

## Przebieg
Ulica rozpoczyna się w Migowie, w ciągu ulicy Bulońskiej. Przebiega południkowo, przez Górny Taras. Dolinę Potoku Siedleckiego pokonuje estakadą. Następnie przebiega pomiędzy Jasieniem a Zabornią, gdzie krzyżuje się z ulicą Kartuską. Dalej, poprzez węzeł, ulica powiązana jest z Trasą W-Z (droga wojewódzka nr 501). Kończy się na pograniczu Szadółek i Ujeściska, przy zbiegu ulic Jabłoniowej, Lawendowe Wzgórze i Warszawskiej.

## Opis ulicy
Droga klasy Z o jednej jezdni z dwoma pasami ruchu. Wzdłuż drogi biegnie wydzielone, dwutorowe torowisko tramwajowe, chodniki oraz droga dla rowerów. Estakada nad doliną Potoku Siedleckiego o długości 220 metrów posiada unikatową konstrukcję. Zbudowana została z wielu jednoelementowych, żelbetowych prefabrykatów w kształcie łuków, które zostały następnie od góry zasypane gruntem. Taka konstrukcja estakady zapewnia wysoką izolację dźwiękową oraz wyższą trwałość w porównaniu z wiaduktami wykonanymi w standardowej technice. Ze względu na swoją łukową konstrukcję, estakada nazywana jest potocznie „Estakadą Wenecką”. Estakada posiada 154 łuki o rozpiętości 20 metrów.
Aleja Pawła Adamowicza została zbudowana w latach 2018–2020. Koszt budowy wyniósł 270 mln zł. Otwarcie drogi dla ruchu odbyło się 13 stycznia 2020 r. w pierwszą rocznicę śmierci prezydenta Gdańska Pawła Adamowicza. Nazwa ulicy została nadana w związku ze śmiercią prezydenta Gdańska w zamachu. Linię tramwajową uruchomiono później, na początku lipca 2020 r.
Sposób wykonania ulicy jest przedmiotem krytyki. Wskazywano na brak zieleni, pomimo nazwania ulicy aleją, elementów małej architektury, marginalizację infrastruktury dla pieszych (m.in. wąskie chodniki), a przede wszystkim na sposób poprowadzenia linii tramwajowej, która na 2,7 kilometrowym odcinku drogi 10 razy sterowana jest sygnalizacją świetlną, co powoduje, że średnia prędkość tramwajów poruszających się wzdłuż drogi jest wyraźnie niższa niż na innych odcinkach w mieście.